# Strada statale 119 dir Asse del Belice
La strada statale 119 dir Asse del Belice (SS 119 dir), già nuova strada ANAS 9 Asse del Belice (NSA 9), è una strada statale italiana che funge da variante all'attraversamento dell'abitato di Santa Ninfa, in Sicilia.

## Descrizione
Opera progettata nell'ambito della ricostruzione successiva al terremoto del Belice del 1968 con caratteristiche di scorrimento veloce, la strada ha origine a sud-ovest del paese di Santa Ninfa distaccandosi dalla strada statale 119 di Gibellina. Prosegue in direzione est, presentando un primo svincolo in prossimità dell'intersezione con la strada statale 188 Centro Occidentale Sicula che permette di raggiungere in direzione sud Partanna. Dopo un ulteriore svincolo che collega con la viabilità locale, termina sulla SP 4 bis non lontano dalla frazione di Rampinzeri. Il progetto iniziale dell'infrastruttura prevedeva che la strada raggiungesse la strada statale 624 Palermo-Sciacca, servendo così Salaparuta e Poggioreale e stabilendo così un agevole collegamento tra il bacino del Belice e l'autostrada A29.
Denominata dall'inaugurazione come Asse del Belice, venne provvisoriamente denominata nuova strada ANAS 9 Asse del Belice (NSA 9) per poi ricevere l'attuale classificazione nel corso del 2012.

### Tabella percorso
| Asse del Belice |                                                  |     |           |
| Tipo            | Indicazione                                      | km  | Provincia |
|                 | di Gibellina                                     | 0,0 | TP        |
|                 | Santa Ninfa - Partanna Centro Occidentale Sicula | 1,2 | TP        |
|                 | di Molinazzo                                     | 2,3 | TP        |
|                 | Partanna - Gibellina bis per Rampinzieri         | 6,0 | TP        |